# Oxynoemacheilus argyrogramma
Oxynoemacheilus argyrogramma é uma espécie de peixe actinopterígeo da família Balitoridae.
Apenas pode ser encontrada na Turquia.